# Ipiaçu
Ipiaçu est une municipalité brésilienne de l'État du Minas Gerais et la microrégion d'Ituiutaba.